# Inkhundla Mpholonjeni
L'Inkhundla Mpholonjeni è uno degli undici tinkhundla del distretto di Lubombo, nell'eSwatini.

## Geografia antropica

### Suddivisioni amministrative
L'Inkhundla è suddiviso nei 3 seguenti imiphakatsi: Kashoba, Ndzangu, Ngcina.